# Saneaqua
A Saneaqua (Saneaqua Mairinque) é a empresa responsável pela prestação dos serviços públicos de abastecimento de água, coleta e tratamento do esgoto da população de Mairinque, no interior do Estado de São Paulo, desde 2010. Ela é resultado da união da Sabesp com a BRK Ambiental.

## Empresa
A Saneaqua atua em Mairinque, cidade no interior do Estado de São Paulo, e pretende investir cerca de R$ 40 milhões na operação da empresa nos próximos anos. Em 2013, segundo números do Serviço de Informação da Atenção Básica (SIAB), 78,3% dos domicílios da cidade eram atendidos por serviço de abastecimento de água, enquanto 45,3% tinham acesso à rede pública de esgoto. Com os investimentos, a Saneaqua pretende estender a cobertura dos serviços públicos de abastecimento e saneamento para 100% da população da cidade até o final de 2016. Os investimentos continuarão até o fim da concessão de 30 anos, que é fiscalizada pela Agência Reguladora de Saneamento e Energia do Estado de São Paulo (Arsesp). Ao final do período de concessão - que pode ser renovado por mais 30 anos - a empresa terá investido pelo menos R$ 83 milhões na região. 

## Ação socialepreservação ambiental
A Saneaqua tem projeto regional de preservação ambiental, trabalha para reduzir as perdas de água para 25% até 2020 e desenvolve projetos e ações sociais. 

## Sobre aBRK Ambiental
A BRK Ambiental é uma das primeiras empresas brasileiras privadas de saneamento básico, criada em janeiro de 2008 para prestar serviços nos segmentos de água e esgoto, utilities e resíduos. A empresa tem 6 mil funcionários e atua em mais de 186 municípios, onde atende cerca de 15 milhões de pessoas. A BRK Ambiental tem como presidente a engenheira elétrica Teresa Vernaglia.

## Sobre aSabesp
A Sabesp (Companhia de Saneamento Básico do Estado de São Paulo) é uma empresa brasileira que detém a concessão dos serviços públicos de saneamento básico no Estado de São Paulo. Seu principal acionista é o Governo do Estado de São Paulo, que controla a gestão da companhia. O engenheiro Jerson Kelman é presidente da Sabesp desde 2015.